# شاه رستم الثاني
شاه رستم الثاني بن جيهانكير شاه أتابك بن الشاه رستم الأول بن شاه حسين أتابك بن عز الدين محمد بن شجاع الدين محمود بن عز الدين حسين أتابك.
أتابك لورستان وبروجرد الثالث والعشرون من عائلة الاتابكة بني خورشيد.
والحاكم التاسع من الأسرة الحسينية (أسرة عز الدين حسين أتابك).

## حياته ووضعه تحت الإقامة الجبرية
ولد الأمير شاه رستم في العاصمة خرم آباد وترعرع فيها، وذلك أيام حكم جده (والد والده) الأتابك شاه رستم الأول، توفي شاه رستم الأول بعد عدة عقود من الحكم، فخلفه أبنه الكبير أوغور شاه (أوغوز شاه) عم شاه رستم الثاني، وبأعتبار أوغوز شاه الوريث الأكبر لشاه رستم الأول فقد اعترفت به السلطات الصفوية كحاكم رسمي على البلاد، إلا أنه في عام 1534م انقلب والد شاه رستم الثاني (الأمير جيهانكير شاه) على شقيقه (الأتابك اوغور شاه)، فنشبت حرب أهلية بين الشقيقين إنتهت بمقتل أوغور شاه في إحدى المعارك، فاستتب الحكم لجيهانكير شاه والد شاه رستم الثاني بشكل كامل.
السلطة الصفوية لم تعترف بجيهانكير حاكماً رسمياً لقتله الحاكم الرسمي والوريث الشرعي المعترف به من قبل السلطة الصفوية، لذلك وبعد استقرار الأوضاع على الجبهة الاوزبكية، كون الصفويين جيشاً وارسلوه إلى لرُستان عام 1543م فنشبت حرب بين الطرفين إنتهت بمقتل والد شاه رستم الثاني (جيهانكير شاه).
بعد انتهاء الحرب أقنع (أبو مسلم الگودرزي)، مربي الشاه رستم الثاني وأهم أمراء جيشه، بأن شاه إيران قد أعترف بحكمه على لرُستان (حكم شاه رستم الثاني) وأنه يتوجب زيارة الشاه في العاصمة الصفوية قزوين. بعد أن وصل شاه رستم الثاني مرغماً من قِبل أبو مسلم إلى قزوين قام أبو مسلم بخيانته وتسليمه للحرس الصفوي الذي قيده ووضعه بأمر الشاه في قلعة آلموت الشهيرة الواقعة في منطقة جبلية معزولة شمال إيران، ومن أجل ذلك، أنعم شاه إيران على أبو مسلم الكودرزي بأمارة اصطبل خيله الخاص (مير آخوريته) وذلك لخدماته في إلقاء القبض على شاه رستم الثاني.

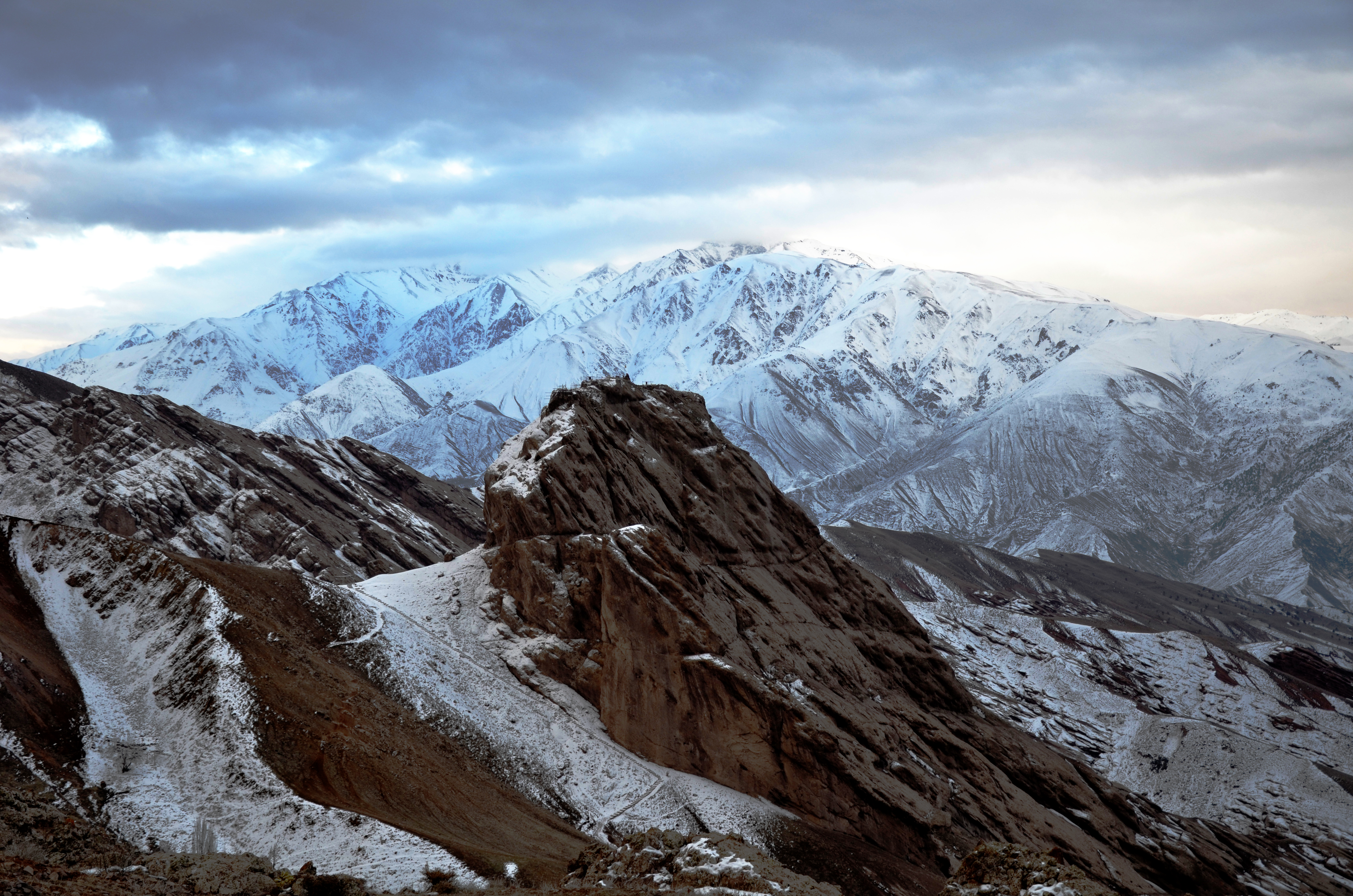
صورة حديثة لبقايا واطلال قلعة آلموت على قمة إحدى الجبال في قزوين.

أما في لرُستان فلم يوجد وريث شرعي من السلالة إلا الأمير محمدي بك أتابك شقيق شاه رستم الثاني، إلا أنه كان لازال طفلاً في سن صغيرة لا تمكنه من الإمساك بزمام الحكم، فأخذه نبلاء وقادة لرُستان فأخفوه في قلعة چنگوله (قلعة الغابة) قرب الأراضي العراقية لتهيئته لتولي الحكم فيما بعد وكلفوا قوة عسكرية كبيرة لحماية القلعة والأمير.
أما في لورستان؛ فَلم يتبقى أي شخص من الأسرة الحاكمة لتولي الحكم، لذلك انتشرت بين شعبها وقبائلها الفوضى والاضطرابات والحروب الأهلية لمدة طويلة.

## حادثة التشابُه الغريبة
في وسط انتشار الاضطرابات في أرجاء لورستان ظهر شخص له شبه غريب بشاه رستم الثاني، أقنع هذا الشخص سكان لورستان أنه شاه رستم الثاني وأنه قد هرب من قلعة آلموت ليحكم لورستان ويعيد النظام إليها، ففرح اللور بهذا الخبر ولم يلاحظوا أي اختلاف بين الشخص المحتال وشاه رستم الثاني (وذلك لغياب شاه رستم الثاني لمدة طويلة عن لورستان)، وصل هذا الشخص إلى منزل شاه رستم الثاني، فأطمئنت زوجة شاه رستم الثاني له ظناً منها أنه زوجها لذلك اطمأن الأبناء الذين لم يروا والدهم منذ فترة طويلة لاطمئنان زوجته فأطمأن أغلب الشعب له لأطمئنان العائلة الحاكمة، وانقاد الجميع لحكمه.
بلغت هذه الحادثة الغريبة مسامع شاه إيران في قزوين والذي استشاط غضباً وأمر فوراً بإطلاق سراح شاه رستم الثاني من قلعة آلموت، وقام شخصياً بتسليم الشاه رستم فرمان مختوم بتسليم السلطة إليه.

## توليه الحكم
توجه شاه رستم الثاني على وجه السرعة من قزوين إلى بلاد اللور فألقى نفسه بين أظهر شعبه ووضح لهم ما حصل، فعرفت الرعية والحاشية على حد سواء حقيقة الأمر بالتفصيل.
سارع شبيه شاه رستم بالهروب لينقذ نفسه من القتل، إلا أن أتباع شاه رستم الثاني وعدد من العامة لحقوه حتى اعتقلوه وجاءوا به على رؤوس الأشهاد فقتلوه شر قتله، حيث صلبوه على جذع شجرة ورجموه حتى مات.
وهكذا تمكن شاه رستم الثاني من تولي الحكم وإنقاذ بلاد اللُر من كارثة كادت تحل بها، لذلك، نال شاه رستم الثاني تقدير الشاه طهماسب الأول الذي قام بإصدار فرمان في يوليو/سنة 1549م يعترف فيه بشاه رستم حاكماً رسمياً على كل بلاد اللُر، وتذكر بعض المصادر أن الشاه توج هذا الوئام بالمصاهرة، حيث تزوج شاه رستم الثاني بإحدى بنات الشاه طهماسب الأول.

## الخلاف مع شقيقه
بعد كل هذه الأحداث بلغ الأمير محمدي القابع في قلعة چنگوله أشده وصار مؤهلاً لاستلام الحكم وأصبح لديه الكثير من الأنصار إلا أنه اصطدم بشقيقه الأكبر شاه رستم الثاني الذي تولى الحكم بعد أن اخلى شاه إيران سبيله وأعترف به حاكماً رسمياً على بلاد اللور بعد الاضطرابات التي حصلت.
لم يرضى محمدي بك بهذا الموضوع لذلك قام بتجميع أتباعه وعساكره من سكان بشتكوه (الذين احاطوا به أيام سجن شقيقه شاه رستم) وأعلن التمرد على شقيقه الأتابك.
نشبت الحرب الأهلية بين الشقيقين، لم تنتهي الحرب إلا بعد تدخل أعيان اللور والدولة الصفوية لإيقاف الحرب.
تمخض عن اجتماع الأعيان إعلان إبقاء أربعة أسداس لورستان (قسموا لورستان إلى ستة مناطق) بما فيها العاصمة خرم آباد تحت حكم الأتابك شاه رستم الثاني وتم منح السُدسين المتبقيين للأمير محمدي، رضى الشقيقين بهذا الإتفاق وأستقر كُل منهما على حكم الأقاليم الخاضعة له.
ورغم ذلك ظلت العلاقات متوترة بين الشقيقين، كل منهما ينتظر الفرصة المناسبة للوقيعة بالآخر، ويعتبر نفسه الحاكم الشرعي لبلاد اللُر.

## اعتقال محمدي بك
بعد فترة من الزمن اوعز شاه إيران طهماسب الأول الصفوي إلى عامله وواليه على مدينة همدان (أمير خان موصلو) بالتحرك للقضاء على التمرد الذي حدث في مناطق البختيار التي كانت تخضع لإدارة (تاج مير استركي) عامل الصفويين على قبائل البختيار.
بعد أن أنهى امير خان موصلو مهمته وقضى على التمرد أختار أن يكون طريق العودة إلى مدينته همدان عبر لورستان، فأحسن الشاه رستم الثاني استقباله وعرض عليه خدماته، فطلب منه أمير خان أن يساعد عامل الصفويين في منطقة بختياري أن احتاج إلى المساعدة؛ فعرف الشاه رستم من خلال كلام أمير خان موصلو مدى حاجة كل من عامل البختيار وأمير خان موصلو اليه وإلى موقعه الإستراتيجي القريب من منطقة بختياري.
لذلك استغل الشاه رستم الثاني الفرصة وشرح لأمير خان موصلو مظالم شقيقه محمدي بك الذي تمرد ضده قبل عدة سنوات وفرض سيطرته على غرب البلاد وطلب من أمير خان ان يدفع غائلة تمرد شقيقه محمدي بك مقابل المساعدة التي
سيقدمها لحاكم بختياري، فوافق أمير خان على الموضوع ووعد شاه رستم بتحقيق رغبته بأقرب فرصة ممكنة، وما أن عاد امير خان موصلو إلى ولايته (ولاية همدان) حتى دعى أمير بشتكوه محمدي بك شقيق شاه رستم الثاني للحضور إلى همدان لإقامة وليمة على شرف أمير بشتكوه، فحضر محمدي بك برفقة قرابة 100 شخص من حاشيته فلم يطول الأمر حتى وقعوا في كمين حرس أمير خان موصلو الذي حضرهم مسبقاً وتم اعتقال الأمير وجميع أفراد حاشيته.
إلا أنه توجد بعض الروايات الأخرى المشابهة لهذه القصة، إحداها يذكر أن صاحب الوليمة كان أتابك لورستان شاه رستم الثاني نفسه وليس أمير خان، وأخرى تذكر أنه قامت حرب ضروس بين أمير خان ومحمدي بك قبل أن يتمكنون من اعتقال الأمير محمدي، ولكن تبقى الرواية الأشهر هي رواية كمين أمير خان موصلو بأمير بشتكوه من خلال الوليمة المقامة على شرفه، وتم اعتقال الأمير وحاشيته ووضعوا تحت الإقامة الجبرية في قلعة ألموت الشهيرة زهاء 10 سنوات.
فعادت المنطقتان التي كانت تحت حكم محمدي إلى سلطة الأتابك شاه رستم الثاني.
بالحقيقة، فكرة الإيقاع بالأمير محمدي من خلال الوليمة المقامة على شرفه لم تكن فكرة الأتابك شاه رستم الثاني أو فكرة والي همدان، بل تجمع المصادر التاريخية أنها كانت فكرة زوجة شاه رستم الثاني وبنت عمه السلطانة (شاه پرور بنت أوغور شاه)، حيث اوحت بالفكرة لزوجها وزينتها له بأن يعرضها على حاكم همدان (أمير خان موصلو)، وهذا ما حدث ونجح بالفعل

## الإفراج عن الأمير محمدي
بعد مرور فترة طويلة على سجن محمدي وحاشيته كرس أولاد الأمير محمدي، شاهوردي (الاتابك شاهوردي خان لاحقاً)، علي خان، جيهانكير، وآسلمز أنفسهم وجندوا أتباعهم، فصاروا يقومون بغارات على المناطق الخاضعة لسيطرة عمهم الأتابك والشاه الصفوي، وذلك بغية إجبارهم على إخلاء سبيل والدهم الأمير وأفراد حاشيته.
شدد الإخوة غاراتهم وهجماتهم حتى وصلت غاراتهم إلى مدينة همدان وجربادقان وسائر أنحاء اصفهان، فكلما كان الشاه رستم الثاني وقادة الجيش القزلباش يحاولون صد الهجمات المتكررة لا يزدادون إلا اخفاقاً، لذلك عرض أمراء الدولة وأركانها على شاه إيران إخلاء سبيل محمدي بك، فأمر الشاه بإخلاء سبيلهم بعد أن تم حبسهم لفترة قاربت 10 سنوات.
لكن إخلاء سبيل الأمير وحاشيته كان بشرط أن يخضع الأمير لأوامر شاه إيران ويبقي أبناءه تحت الإقامة الجبرية في قصر الشاه كرهائن إلا أن محمدي بك ومع أبناءه هربوا خلسة من قزوين إلى لورستان.

## السقوط
أدرك محمدي بيك الأوضاع الخطرة التي تحيط به وبأبنه في ظل حكم شقيقه الشاه رستم الثاني، فقام بعد وصوله لبلاد اللور على تأسيس عدد من القوات العسكرية وهجم بكل قوته على العاصمة خرم آباد وتمكن من دحر القوات التابعة لشقيقه الأتابك، ودخل خرم آباد فاتحاً عام 1576م، أما شاه رستم الثاني فقبيل دخول قوات شقيقه لخرم آباد هرب إلى قزوين التي تقع في شمال إيران ليقضي بقية عمره هناك في حُزن، أما محمدي بيك فأستتب له الأمر تماماً وجلس على سرير الحكم في قلعة فلك الأفلاك في مدينة خرم آباد لتنتهي بذلك فترة حكم الأتابك شاه رستم خورشيد الثاني منفياً في شمال إيران.

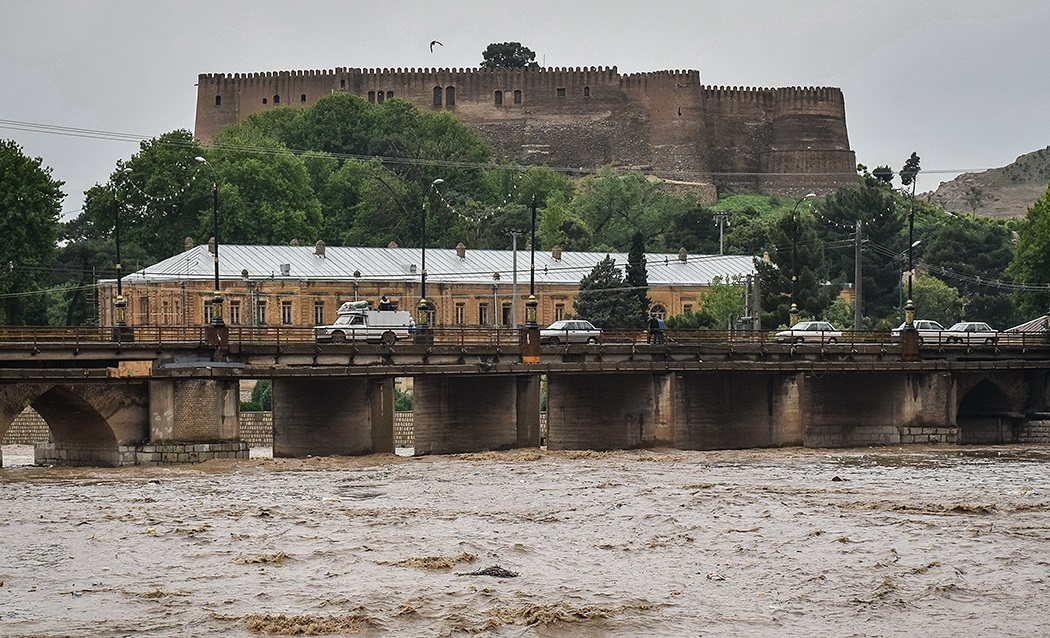
صورة حديثة لمنطقة من مدينة (خرم آباد)، وتظهر في الخلفية قلعة (فلك الأفلاك) المطلة على نهر خرم آباد، مركز حكم وإقامة حكام بنو خورشيد.